# Naturalisme moral
En méta-éthique, le naturalisme moral est la théorie selon laquelle les jugements moraux sont réductibles à des jugements factuels et empiriques, de type scientifique. Le naturalisme moral ne reconnaît pas l'autonomie de l'éthique à l'égard du monde naturel ou physique et considère que les explications ou justifications morales ne sont pas pertinentes en tant que telles.

## Origine et histoire
Le naturalisme moral repose sur une conception du sujet humain issue de la philosophie morale de David Hume. Selon Hume, les êtres humains sont affectés par des états psychologiques qui appartiennent à deux catégories bien distinctes, en lien avec les capacités d'agir et d'acquérir des connaissances du monde naturel :
1. les « croyances » ou opinions (beliefs) qui, lorsqu'elles sont vraies, représentent la façon dont le monde est ;
2. les « désirs », dont la visée est de représenter le monde tel qu'il devrait être.

Contrairement aux croyances, qui doivent refléter la réalité pour être vraies, les désirs ont pour fonction chez Hume d'accorder la réalité à ce qui fait l'objet du désir. Ils ne peuvent donc être évalués comme le sont les croyances ou les opinions, en termes d'énoncés vrais ou faux. Or pour Hume, les jugements moraux n'expriment rien d'autre que des désirs : ils ne décrivent pas ce qui est mais expriment ce qui doit être conformément à un certain désir. Par conséquent, les jugements moraux n'ont pas de valeur de vérité ; ils ne sont ni vrais ni faux. La seule manière d'évaluer la vérité des jugements moraux est d'examiner leur cohérence générale ou de mettre à jour les opinions ou croyances qui les accompagnent.
À l'instar de Hume, les défenseurs de la conception naturaliste de l'éthique remettent en cause le dualisme qui affirme l'existence spécifique d'un monde de valeurs ou d'une forme d'objectivité morale. Mais contrairement à Hume, les naturalistes refusent de distinguer entre les jugements de vérité et les jugements moraux, les seconds étant toujours réductibles aux premiers. La thèse de l'autonomie de l'éthique, dans la mesure où elle est intimement liée à l'idée qu'il y aurait des propriétés non naturelles, est aussi inacceptable pour eux que le dualisme cartésien qui postule l'existence de propriétés non physiques. Le naturalisme moral constitue en ce sens une forme de réalisme en matière d'éthique. Mais cette forme de réalisme s'oppose à toute conception réaliste de la morale impliquant le dualisme du monde des valeurs et du monde physique.

## Réductionnisme et non-réductionnisme
Pour le naturalisme « réductionniste », les explications en termes non physiques (moraux, mentaux, etc.) n'ont aucune pertinence scientifique et doivent être remplacées par des explications en termes physiques. L'éthique doit chercher à réduire ou à éliminer progressivement les propriétés considérées comme spécifiquement morales au profit des propriétés relevant des sciences de la nature. Cette forme de réductionnisme peut se résumer en quatre thèses :
1. Les phrases morales expriment des propositions.
2. Quelques-unes de ces propositions sont vraies.
3. Ces propositions sont rendues vraies par des caractéristiques objectives du monde, indépendamment de l'opinion des hommes.
4. Ces caractéristiques objectives du monde sont réductibles à des caractéristiques physiques.

Pour le « naturalisme non-réductionniste », en revanche, les explications formulées dans les termes des théories psychologiques ou sociologiques ne sont pas entièrement réductibles à des explications physiques et la psychologie peut jouer un rôle déterminant dans l'explication des phénomènes éthiques. À l'instar de la précédente, cette version du naturalisme moral peut se résumer en quatre thèses :
1. Les phrases morales expriment des propositions.
2. Quelques-unes de ces propositions sont vraies.
3. Ces propositions sont rendues vraies par des caractéristiques objectives du monde, indépendamment de l'opinion des hommes.
4. Ces caractéristiques objectives du monde sont des caractéristiques psychologiques (ou sociologiques) qui surviennent sur des caractéristiques physiques.

Selon Gilbert Harman, qui défend une position non réductionniste, certaines théories psychologiques, relatives au développement de la sensibilité morale, pourrait expliquer les phénomènes éthiques et sont susceptibles d'être réfutées, comme n'importe quelle théorie scientifique, par l'observation de ce que nous ressentons dans certaines situations. Les explications psychologiques ou sociologiques courantes, par l'égoïsme, la prudence ou les croyances relatives à tel ou tel environnement culturel sont ainsi considérées comme acceptables du point de vue scientifique.

## Faits et valeurs
Le naturalisme moral rejette la distinction fait-valeur – il suggère que l'enquête dans le monde naturel peut augmenter notre connaissance morale exactement de la même façon qu'elle augmente nos connaissances scientifiques. Ce rejet de la distinction fait-valeur n'implique toutefois pas que la façon dont les choses sont équivaut à la façon dont elles devraient être. Une des raisons invoquées pour invalider cette équivalence découle du constat que les besoins et les désirs des êtres sensibles impliquent une modification de l'environnement incompatible avec une attitude fataliste qui consisterait à accepter systématiquement les choses telles qu'elles sont. Les partisans du naturalisme moral font valoir également que le développement de l'humanité passe par celui d'une science de la morale (en) – bien que l'existence d'une telle science soit débattue.

## L'éthique comme science
Le neuroscientifique et philosophe Sam Harris a mis en avant le fait que nous surestimons la pertinence de nombreux arguments contre la science de la morale, arguments qui seraient selon lui rejetés par les scientifiques dans d'autres domaines de la science telle que la physique. Par exemple, nous n'exigeons pas la certitude absolue des prévisions dans le domaine de la physique, aussi ne devons-nous pas l'exiger d'une science étudiant la morale.
De nos jours, de nombreux penseurs discutant de la distinction fait-valeur et de la loi de Hume se sont accordés sur l'idée qu'on ne peut faire dériver « devrait » d'« être ». À l'inverse, Harris soutient que la distinction fait-valeur relève d'une confusion et propose que les valeurs soient réellement un certain type de fait. Plus précisément, Harris suggère que les valeurs sont équivalentes à des évaluations empiriques sur « l'épanouissement de créatures conscientes dans une société ». Il défend l'idée selon laquelle il existe des réponses objectives aux questions morales, même si certaines sont difficiles ou impossibles à posséder en pratique. De cette façon, la science peut nous dire ce qu'il faut tenir pour valable.

## Critiques et Objections
Le naturalisme moral a d'abord été critiqué par G. E. Moore, à l'origine de l'expression « sophisme naturaliste ». Richard Hare a également développé une critique du naturalisme moral en s'appuyant sur les définitions naturalistes qu'il considère fallacieuses des termes « bien » ou « bon ». Hare considère que les expressions et jugements moraux ont une fonction prescriptive qui n'est pas réductible à une fonction descriptive.